# Charles Bukeko
Charles Bukeko (ur. 10 lipca 1962 w Mumias, zm. 18 lipca 2020 w Nairobi) – kenijski aktor oraz komik.

## Wczesne życie
Bukeko był jednym z czworga dzieci rodziców Valerii Makokha i Cosmas Wafula. Urodził się w Buhalarire w Mumias w Kenii. Bukeko uczęszczał do Jogoo Road Primary School i Upper Hill Secondary. 

## Kariera
Charles Bukeko był znany z tytułowej roli w serialu telewizyjnym Papa Shirandula, który również stworzył i zdobył w 2010 roku nagrodę Kalasha dla najlepszego aktora w serialu telewizyjnym. Pojawił się także w filmie z 2012 roku The Captain of Nakara. 

## Życie prywatne i śmierć
Bukeko był żonaty z Beatrice Ebbie Andega i mają troje dzieci: Tony'ego, Charlie i Wendy. Cierpiał na cukrzycę. Zmarł w szpitalu Karen w Nairobi w Kenii 18 lipca 2020 roku z powodu objawów COVID-19. Miał 58 lat.